# ТЕС Годаварі
17°3′30″ пн. ш. 82°18′35″ сх. д. / 17.05833° пн. ш. 82.30972° сх. д.
ТЕС Годаварі – електростанція у індійському штаті Андхра-Прадеш.
У 1997 – 1998 роках на майданчику станції став до ладу парогазовий блок комбінованого циклу потужністю 208 МВт, в якому три газові турбіни потужністю по 47 МВт живлять через відповідну кількість котлів утилізаторів одну парову турбіну з показником 67 МВт.
Система охолодження станції використовує морську воду.
Для видалення продуктів згоряння кожна газова турбіна має основний та резервний (на випадок роботи у відкритому циклі) димарі заввишки 75 метрів та 37 метрів відповідно.
ТЕС спорудили з розрахунку на використання природного газу, який надходить по перемичці довжиною 7 км з діаметром 200 мм від системи Татіпака – Какінада. В 21 столітті на тлі зростання споживання та падіння видобутку в Індії виник дефіцит блакитного палива, що впливає на об’єкти електрогенерації. Так, в перші 10 місяців 2022/2023 бюджетного року ТЕС Годаварі взагалі не працювала.  
Проект реалізували через Spectrum Power Generation Limited, яка належить ACB India Limited.